# Magnetoscopi

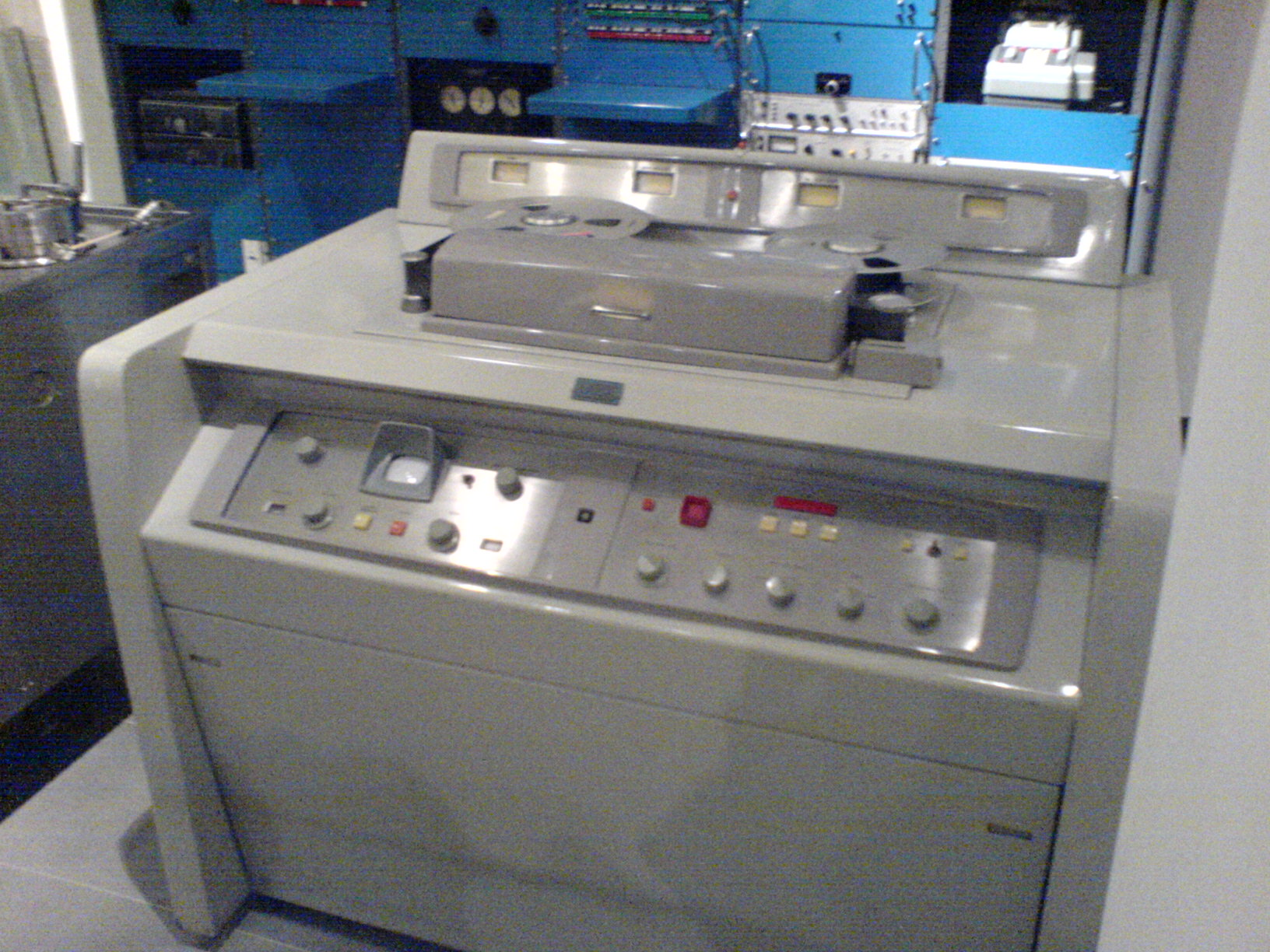
Ampex de 1961 Quadruplex VR-1000-A, la primera gravadora de cinta de vídeo produïts comercialment .. Quadruplex cinta reel-to-reel és de 2 polzades d'ample.

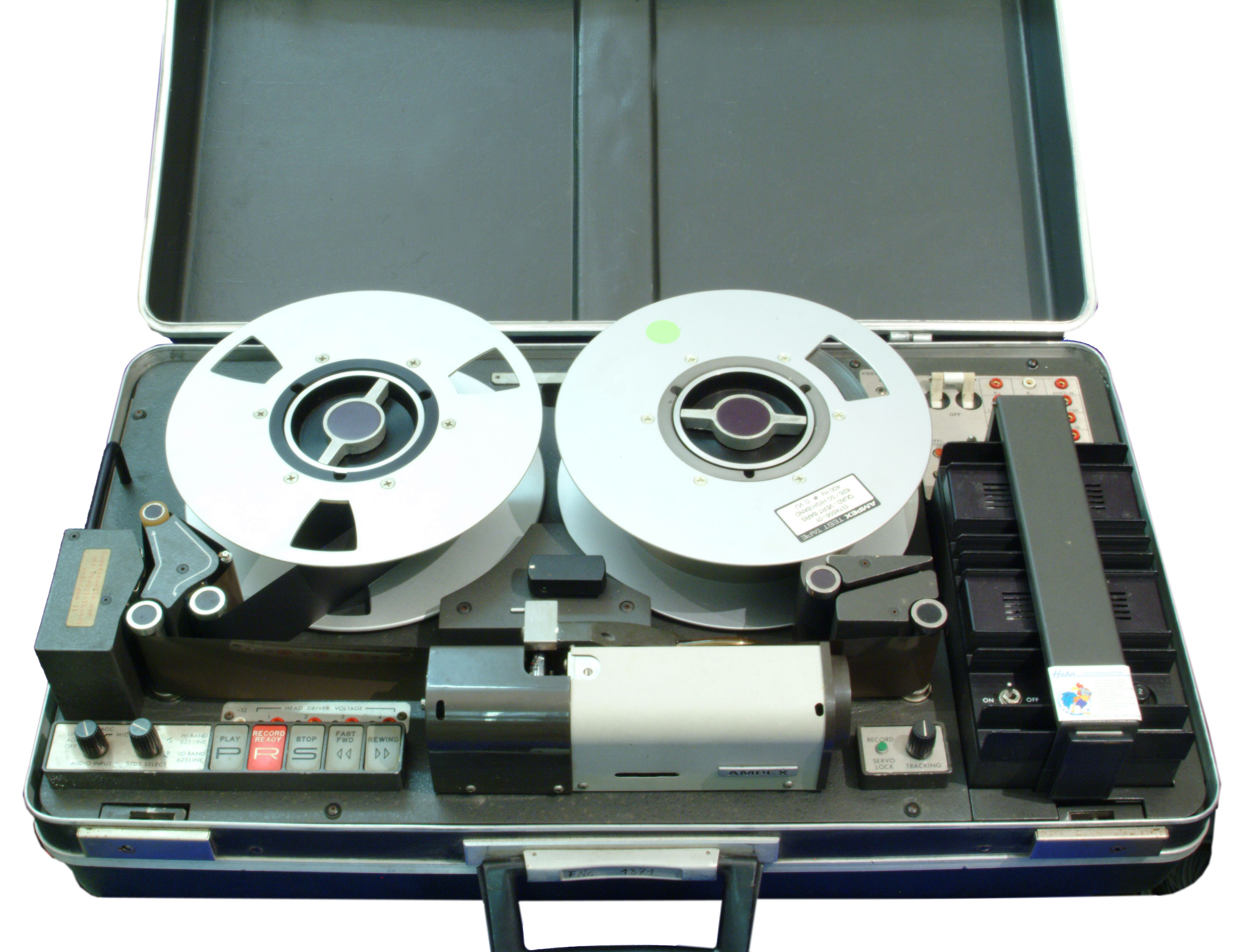
Ampex VR-3000 de 1967, maleta de mida "portàtil" Quadruplex gravadora de vídeo de rodet a rodet de cinta

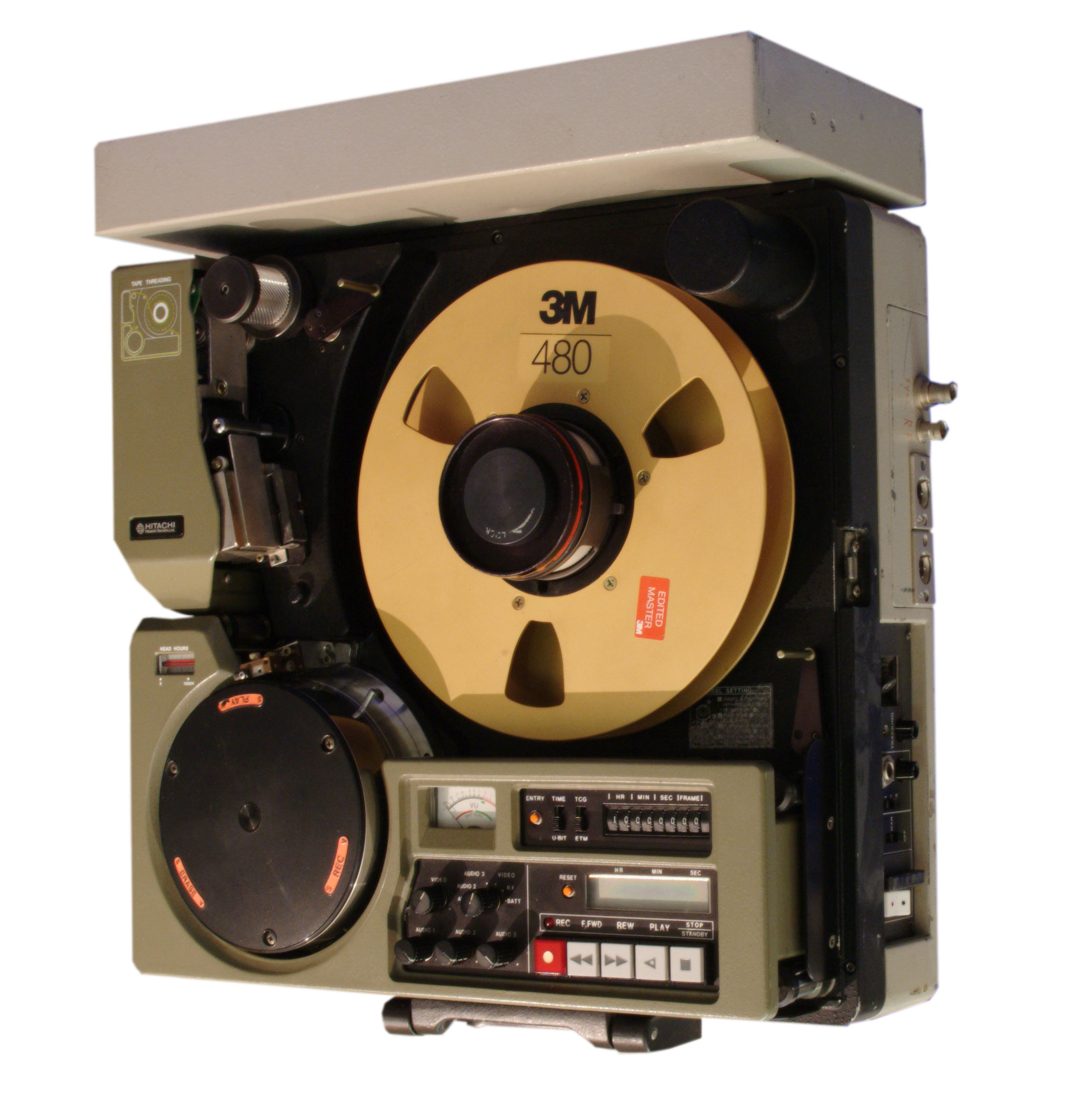
VTR portàtil de Hitachi de 1976, Sony 1" tipus C. Els rodets d'origen i recollida s'apilen de compacitat, i només un rodet es mostra aquí.

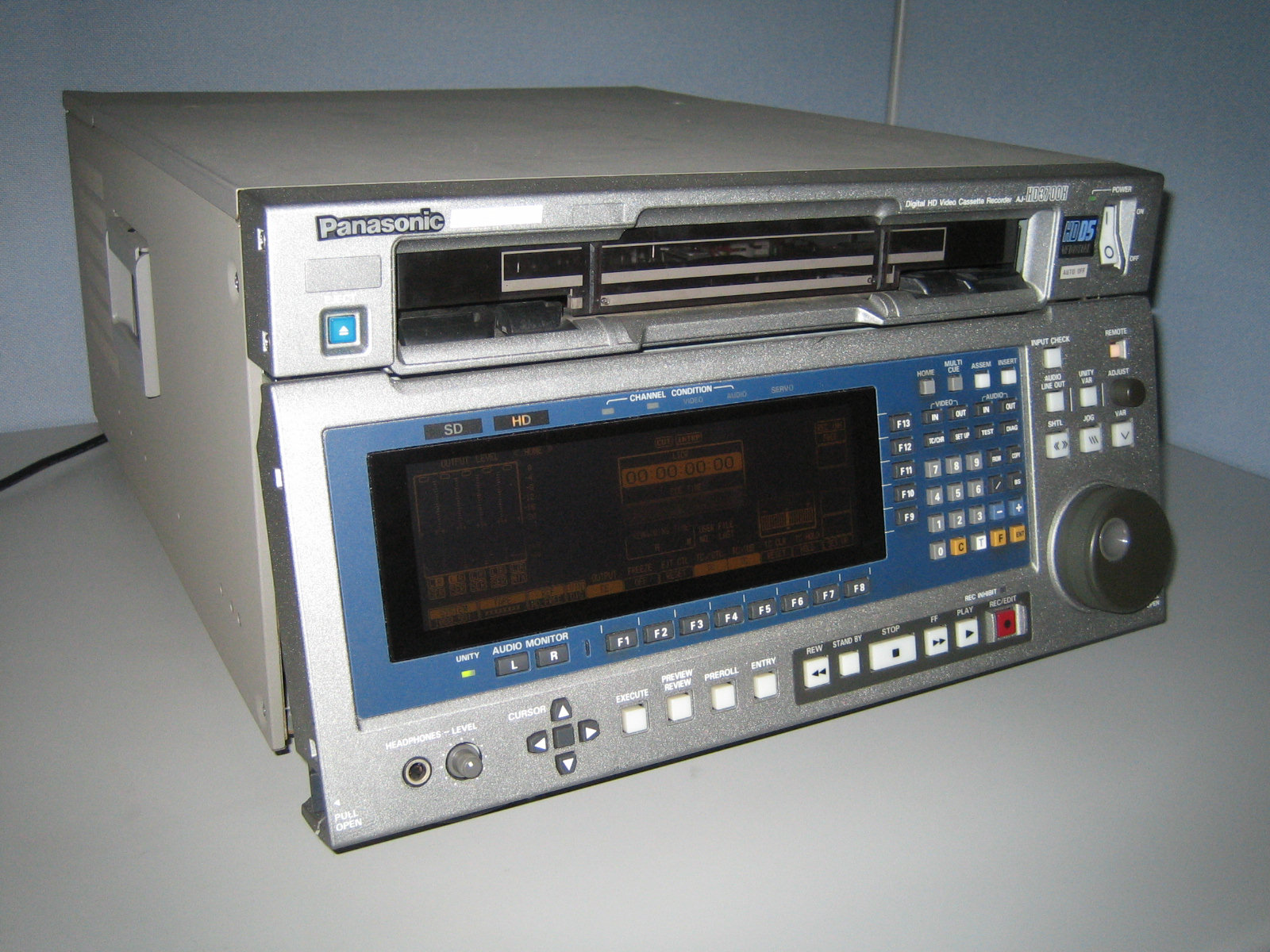
1995 Panasonic D5 Digital VTR, model AJ-HD3700H

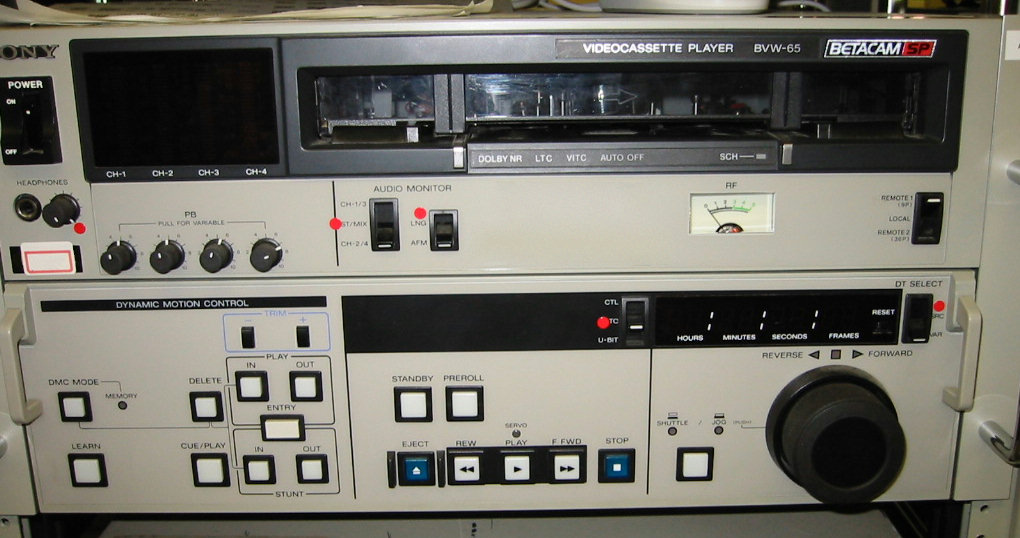
Sony Betacam-SP VTP BVW-65 VTR

El magnetoscopi (que prové de la unió entre magneto- i -scopi) és un aparell utilitzat per a gravar imatges en moviment en cinta magnètica. També és conegut com a VTR (acrònim de l'anglès Video Tape Recorder) i VCR (Video Cassette Recorder), quan la cinta ve en una casset, com les cintes d'ús domèstic. Moltes vegades és denominat segons el format de gravació o com a vídeo.

## Inici i desenvolupament del magnetoscopi
El magnetoscopi sorgí de la necessitat imperiosa de gravar les notícies en els Estats Units d'Amèrica (EUA), ja que les notícies que eren de la nit en la costa est del país, en la costa oest era molt tard per transmetre-les. Cal tenir en compte que EUA té cinc fusos horaris. Aleshores, el que es feia era filmar d'una televisió les notícies que es feien en directe. Aquest procés es gravava en cintes de 35 mm i una còpia de seguretat de 16 mm. Després s'enviava a dos laboratoris de revelat diferents (entre altres coses per seguretat) i a l'hora de l'emissió de la costa oest, s'emetia mitjançant un sistema conegut com a telecinema, el mateix informatiu que s'havia emès en la costa est. El primer model de magnetoscopi fou desenvolupat per la casa nord-americana Ampex cap a l'any 1956 i revolucionà la producció de televisió que fins aleshores es desenvolupava en directe. La clau del procés que donà lloc al primer model de VTR, fou la decisió d'utilitzar per a la gravació del vídeo una portadora modulada en freqüència. D'aquest desenvolupament sorgí el pioner quàdruplex que utilitzava cintes de 2 polzades i gravava el vídeo transversalment. La mateixa casa Ampex desenvolupà la gravació helicoidal en cinta d'una polzada, que es convertí en el sistema de gravació conegut com a "sistema C". Les seves màquines més rellevant foren les VPR2 (creats entre els anys 70 i principi dels 80) i els VPR6 (de finals del 80). La casa alemanya Bosch va desenvolupar un altre format sobre cinta d'una polzada, també helicoidal però de característiques diferents, que es va conèixer com a "sistema B". Aquests dos sistemes que, com el quàdruplex eren de bovines obertes, serviren a la producció de programes de televisió amb una qualitat tècnica "professional" que asseguraven la postproducció pels seus bons resultats en la multigeneració. La casa japonesa Sony va desenvolupar el "sistema [U-matic]" amb cassets de cinta de 3/4 de polzada amb característiques tècniques no aptes per a la producció de programes, però sí per a la producció d'informatius. Amb aquest sistema, el magnetoscopi anava unit a la càmera mitjançant un cable i es podia transportar en carro, cosa que facilitava la captació d'imatges i la seua gravació portàtil, fet que no s'havia aconseguit fins al moment. El sistema U-matic s'imposà en els equips de notícies anomenats ENG (de l'anglés electronic news gathering), degut a la seua facilitat d'utilització, per ser de mida i pes més petits. Posteriorment l'U-matic es va millorar amb l'U-matic HB i el magnetoscopi estigué adquirint una mida més petita.

## El sistema Betacam
El desenvolupament per part de Sony del sistema U-matic donà lloc al sistema Betacam (cap a l'any 1985), que utilitzava cassets amb cintes de 1/2 polzada i tenia unes característiques tècniques millors que les versions anteriors. Ja no gravaven amb el senyal compost de vídeo sinó amb el senyal per components, amb els components R–Y, B–Y i Y pel que donava un pas a la universalització del sistema de TV. Amb aquest nou format de gravació es començà a integrar el magnetoscopi en les càmeres de ENG, naixent els equips anomenats camcorders o 'camascopi'.
El 1987 Sony millora la cinta magnètica passant a gravar en cintes de metall en lloc de les anteriors d'òxid. Açò unit a incorporacions tècniques importants fan que es cree un nou sistema anomenat Betacam SP que es va universalitzar i vingué a substituir a tots els sistemes anteriors, tant de ENG (informatius) com de producció. L'èxit fou tal que fins al començament del segle XXI fou el sistema de gravació universalment utilitzat per totes les cadenes de TV, fins a l'arribada que amb l'arribada del nou sistema de gravació digital, la majoria de les TV han començat a substituir els antics sistemes de gravació analògica pels nous formats digitals.
Durant l'era analògica hi hagué diversos intents per part d'altres cases com la japonesa Mashushita–Panasonic, de desenvolupar altres formats també de gravació de components i en cassets de mitja polzada com foren els M–I i M–II, però tingueren un èxit escàs en gran part per la tardança a l'hora d'eixir al mercat on ja regnava el Betacam SP.
Les companyies tradicionals com Ampex i Bosch desaparegueren o canviaren la seua estratègia davant el monopoli del Betacam SP. Tant Sony com Panasonic intentaren desenvolupar nous formats de gravació més barats però tingueren una escassa acollida davant l'èxit que el Betacam SP tingué entre els seus usuaris i la seua major aproximació a la tecnologia digital.

## L'era digital
Sony va desenvolupar el BETACAM DIGITAL, que grava el vídeo amb una compressió moderada (un flux binari de 83 Mbit / s (el flux per al vídeo sense comprimir és de 166 Mbit / s CCIR 601 (4: 2: 2)) que, al contrari del seu antecessor, va aconseguir fer-se un lloc en el mercat. A causa de la carestia dels nous BETACAM DIGITAL, la pròpia Sony i altres empreses han desenvolupat altres formats amb fluxos de 25 Mbit / s com DVC-PRO de Panasonic i DVCAM de Sony, que estan destinats a ENG (informatius) o DVC-PRO 50, també de Panasonic i el Digital S de JVC, que encara poden pretendre tenir característiques professionals. També Sony va treure una mena d'híbrid Analògic-Digital com és el BETACAM SX, sent molt criticat pels usuaris.
En els primers anys del segle XXI, la gravació magnètica de vídeo, els magnetoscopis, estan tocats de mort al estar sortint al mercat tecnologies de gravació de vídeo que ja no estan basades en el fenomen del magnetisme. Sony ha desenvolupat la gravació de discs DVD de làser blau (Blu-ray Disc), de molt alta capacitat, mentre que Panasonic està desenvolupant un sistema de gravació en targetes de memòria FLASH (DVC-PRO P2) similars a les utilitzades en la càmera de fotografia digital.

## Resum de formats
Algunes tecnologies de gravadora de cinta de vídeo inclouen:

### Analògic de rodet obert
- VERA (BBC)
- 2 "Quadruplex (Ampex)
- 1 "tipus B (Robert Bosch GmbH i Philips)
- 1 "tipus C (Sony i Ampex)

### Casset
- U-matic (3/4 "): format d'enregistrament analògic de vídeo compost amb 2 pistes d'àudio; una de vídeo i una de control. Sistema d'enfilat de cinta en O, i d'aquí és d'on prové el seu nom.
- Betacam (Sony): format d'enregistrament analògic de vídeo per components amb 2 pistes lineals d'àudio; una de vídeo i una de timecode lineal.
- M-II (Panasonic).
- Betacam SP (Sony): format d'enregistrament analògic de vídeo per components amb 2 pistes d'àudio; una de vídeo i una de timecode.

### Format de cinta de vídeo digital de definició estàndard
- D1 (Sony): Format de gravació de vídeo per components digitals 4: 2: 2
- D2 (Sony and Ampex): Format d'enregistrament digital de vídeo compost.
- D3 (Panasonic)
- DCT (Ampex)
- Digital Betacam (Sony)
- Betacam IMX (Sony)
- DVCAM (Sony)
- DVCPRO (Panasonic)
- D9 (JVC)
- Professional DV (JVC)

### Format de cinta de vídeo digital d'alta definició
- HDCAM (Sony)
- HDCAM-SR (Sony)
- D5 HD (Panasonic): format de gravació de vídeo per components digitals 4: 2: 2
- DVCPROHD (Panasonic)
- HDV (Sony i JVC)

### Formats domèstics
- MiniDV
- Digital8 (Sony)
- Vídeo 2000 (Philips)
- Betamax
- VHS
- S-VHS (JVC)
- VHS-C (JVC)
- Video8
- Hi8
- MicroMV ™
- Cartrivision
- DivX

## Avantatges
Els magnetoscopis d'última generació, presenten moltes avantatges, com per exemple:
- Aconsegueixen crear imatges amb molta qualitat i molt estables, gràcies a un procés que es digital, i que consisteix en separar tot els senyals en les diferents característiques de luminància i colors. Quan s'han separat aquests senyals, la imatge que s'obté és de molta més qualitat, i l'enregistrament, que es digital, es torna perdurable.[2]
- Aquestes imatges que s'aconsegueixen, tenen molta més fiabilitat, i són més precises.
- Es poden realitzar còpies de les imatges, sense que aquestes perdin qualitat durant el procés.
- La qualitat de so es millora molt, gràcies a l'elevada relació que s'aconsegueix entre senyal-soroll.
- S'ha considerat realment molt útil per a l'ús professional.
- Actualment, hi ha aparells digitals que s'han creat, que permeten llegir dispositius que són analògics. És gràcies a aquest motiu que, avui en dia, es poden veure cintes de vídeos antics.

## La variant domèstica, la videograbadora
A començament dels anys 70 del segle xx, van aparèixer els primers magnetoscopis destinats al gran públic i els vídeos domèstics o videograbadora, també coneguda com a videocasetera. En alguns lloc, utilitzar la cinta en cassets s'anomena VCR (acrònim de l'anglès Video Cassette Recorder). Són petits magnetoscopis que solen incorporar un sintonitzador de TV (per a la recepció directa de la TV) i un temporitzador programable (que permeten gravar cert canal a una hora en particular).
Les tres companyies que van llançar els seus productes al mercat no van ser capaces d'arribar a un acord sobre el format de gravació estàndard i es va produir una guerra de la qual va sortir victoriosa Matshushita (JVC) amb el seu format VHS, el pitjor dels tres formats, que es va imposar al Beta de l'empresa Sony, a causa que els fabricants de magnetoscopis VHS estaven lliures de pagar la patent, de manera que el preu final sortia més rendible que els altres dos formats. El format amb més qualitat tècnica, el 2000 de l'empresa neerlandesa Philips, va ser el primer que va desaparèixer del mercat.
L'arribada del DVD a baix preu, juntament amb la popularització de la informàtica a principis de segle XXI, han marcat la desaparició d'aquesta forma de gravació de vídeo.